# Dark Horse Comics
Dark Horse Comics es una editorial independiente de cómics estadounidense que desarrolla  y publica su material de manera autónoma. La empresa fue fundada en 1986 por el escritor y publicista Mike Richardson como una extensión de una cadena de cómics llamada Things from Another World, ubicada en Oregón.
La casa editorial es conocida por publicar cómics independientes como Hellboy, La Máscara, Sin City, Concrete, Timecop y Mystery Men, entre otros. Además cuenta con licencias para publicar cómics relacionados con el cine y televisión como Star Wars, Alien, Depredador, 300, Starship Troopers y Stranger Things.
A diferencia de otras editoriales estadounidenses, no suelen publicar series indefinidas, prefiriendo las series limitadas y los números únicos.

## Historia

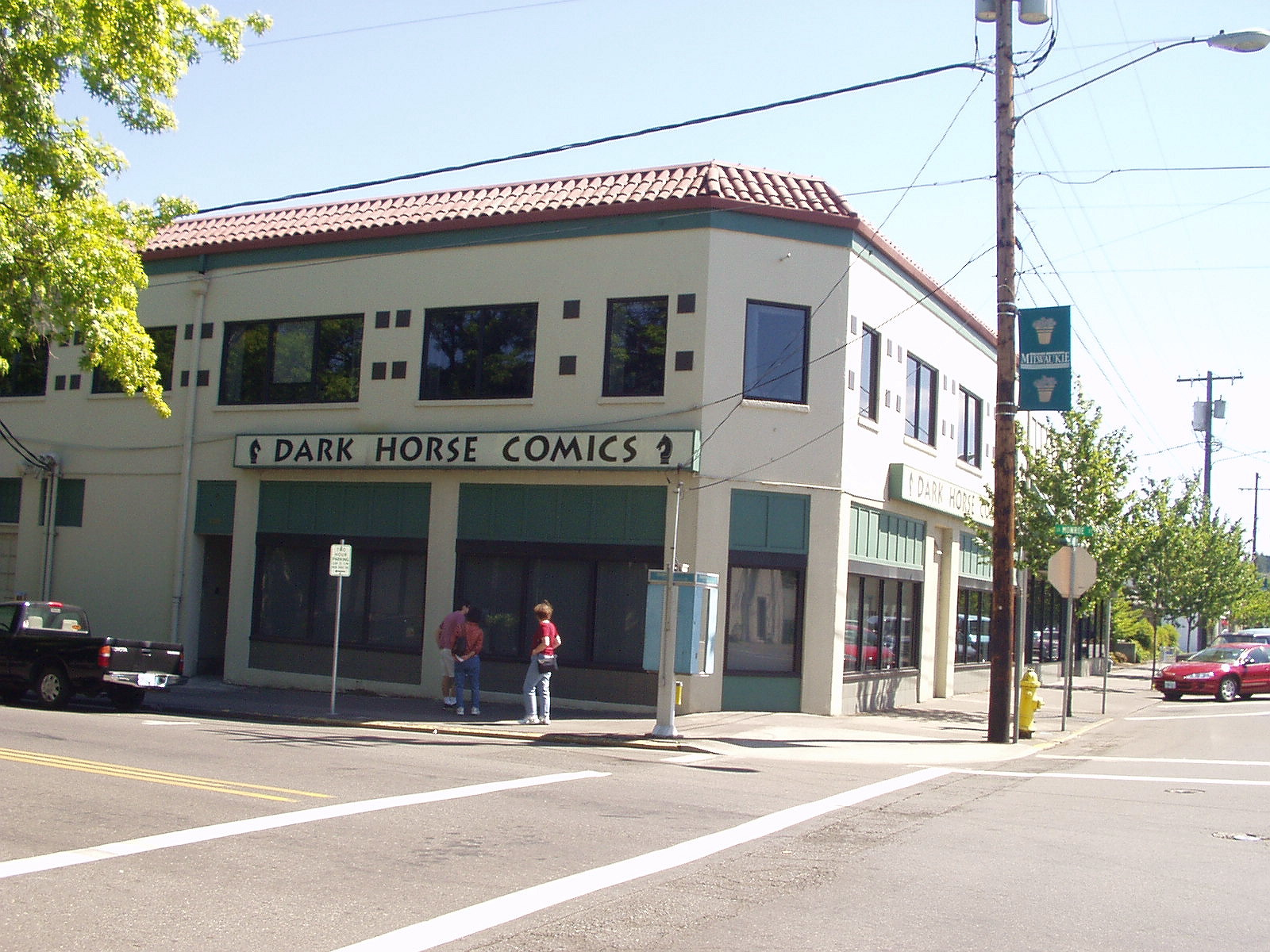
La sede del Dark Horse Comics.

Fue fundada en 1986 por Mike Richardson, reinvirtiendo los beneficios obtenidos de sus tiendas de cómics en el área metropolitana de Portland. Su primera publicación fue la serie antológica Dark Horse Presents. 
El cómic en el que se basó la película La Máscara fue publicado por ellos y elementos de la película Alien vs. Predator tuvieron su origen en las series limitadas publicadas por la editorial.
Dark Horse Comics publicó desde abril hasta julio de 2013 el cómic de cuatro ediciones titulado The Last of Us: American Dreams, escrito por Neil Druckmann e ilustrado por Faith Erin Hicks, que sirvió como precuela del videojuego The Last of Us, coincidiendo con el viaje de una joven Ellie y Riley.

## Características
La editorial publica gran diversidad de cómics, tales como:
- Propiedad de sus autores: Sin City y 300 (Frank Miller); Hellboy (Mike Mignola);Usagi Yojimbo (Stan Sakai); Grendel (Matt Wagner); Groo (Sergio Aragonés).
- Bajo licencia: Star Wars, Buffy the Vampire Slayer, Conan el Bárbaro, Alien, Depredador, Terminator, Xena: la princesa guerrera, Who Wants to Be a Superhero?, Indiana Jones, Avatar: The Last Airbender – The Promise, Avatar: The Last Airbender – The Search.
- Manga: Akira, Ghost in the Shell, Appleseed, Oh My Goddess!, Cardcaptor Sakura, Hellsing.
- Manhwa: Banya: The Explosive Delivery Man, Bride of the Water God
- Superhéroes de su propiedad, dentro de la línea Comics Greatest World (luego renombrada Dark Horse Heroes). Fue publicada entre 1993 y 1996, año desde el que no se ha publicado nada. Los personajes habitaban su propio universo superheroico, similar a los universos de otras editoriales como Marvel o DC. Algunos de sus personajes más conocidos fueron La Máscara, Ghost, Barb Wire, X y Grace.

## Dark Horse Comics en otros medios

### Cine
La editorial ha producido varias películas basadas en sus cómics a través de su productora cinematográfica Dark Horse Entertainment, fundada en 1992. Hasta 2014 se habían lanzado doce películas coproducidas con distintas estudios como New Line Cinema, Universal Studios, Revolution Studios, Sony Pictures y 20th Century Studios, entre otros. A continuación se enlistan las películas que han estrenado hasta el 2014.
| Películas basadas en cómics de Dark Horse Comics | Películas basadas en cómics de Dark Horse Comics | Películas basadas en cómics de Dark Horse Comics                                          | Películas basadas en cómics de Dark Horse Comics |
| Película                                         | Año                                              | Producción                                                                                | Información adicional                            |
| ------------------------------------------------ | ------------------------------------------------ | ----------------------------------------------------------------------------------------- | ------------------------------------------------ |
| La Máscara                                       | 1994                                             | New Line Cinema                                                                           |                                                  |
| Timecop                                          | 1994                                             | Largo Entertainment / Universal Studios                                                   |                                                  |
| Barb Wire                                        | 1996                                             | Polygram                                                                                  |                                                  |
| Mistery Men                                      | 1999                                             | Universal Studios                                                                         |                                                  |
| Virus                                            | 1999                                             | Universal Studios                                                                         |                                                  |
| Hellboy                                          | 2004                                             | Revolution Studios / Universal Pictures                                                   |                                                  |
| Alien vs. Predator                               | 2004                                             | 20th Century Fox                                                                          |                                                  |
| Sin City                                         | 2005                                             | Dimension Films                                                                           |                                                  |
| Son of the Mask                                  | 2005                                             | New Line Cinema                                                                           |                                                  |
| Aliens vs. Predator: Requiem                     | 2007                                             | 20th Century Fox                                                                          |                                                  |
| 300                                              | 2007                                             | Warner Bros. Pictures                                                                     |                                                  |
| Hellboy 2: el ejército dorado                    | 2008                                             | Universal Studios                                                                         |                                                  |
| R.I.P.D. Rest in Peace Department                | 2013                                             | Universal Studios                                                                         |                                                  |
| 300: Rise of an Empire                           | 2014                                             | Warner Bros. Pictures                                                                     |                                                  |
| Sin City: A Dame to Kill For                     | 2014                                             | Aldamisa Entertainment / Demarest Films / Miramax / Solipsist Film / Troublemaker Studios | Distribuida por Dimension Films                  |

## Ediciones en otros países
Dark Horse Comics tiene el sello DH Press para publicar novelizaciones de sus cómics más populares, como los basados en Aliens y Depredador.
En España, el material original de Dark Horse ha sido publicado por Norma Editorial y Planeta DeAgostini, mientras que en México ha sido publicado por Editorial Toukan, Grupo Editorial Vid, Smash, y Editorial Kamite. 